# مانفريد بيرغ
مانفريد بيرغ (بالألمانية: Manfred Berg)‏ هو مؤرخ العصر الحديث ‏ ومؤرخ ألماني، ولد في 4 ديسمبر 1959 في فيزل في ألمانيا.